# James DeMeo
Vincent James DeMeo (* 14. Januar 1949 in den USA; † 3. April 2022 in Ashland (Oregon),) war ein US-amerikanischer Geograph, der auf der Grundlage der sexualökonomischen und orgonomischen Arbeiten Wilhelm Reichs eigene empirische Forschungen betrieb. Als deren Ergebnis veröffentlichte er 1986 eine Dissertation und 1998 ein darauf aufbauendes Buch Saharasia (Kofferwort aus Sahara, Arabia und Asia), laut Untertitel eine Studie zu den Ursprüngen von Kindesmissbrauch, Sexualunterdrückung, Kriegsführung und sozialer Gewalt in der Zeit um 4000 v. Chr. in den Wüstengebieten der Alten Welt.

## »Saharasia«
Unter dem Titel »Saharasia« hat DeMeo die Ergebnisse seiner umfangreichen Studien publiziert, die seine Hauptthese begründen sollen, „dass mit dem Übergang von relativ feuchten zu extrem trockenen, wüstenbildenden Klimabedingungen in Nordafrika, dem nahen Osten und in Zentralasien um 4000 v. Chr. auch der Wechsel von matristischen (‚ungepanzerten‘) zu patristischen (‚gepanzerten‘) Gesellschaftsformen einhergegangen sei. Von diesem – von DeMeo ‚Saharasia‘ genannten – Wüstengürtel habe die Ausbreitung des Patrismus mit seinen repressiven, ‚Panzerung‘ erzwingenden Sitten und Bräuchen unter dem Druck von Verwüstung, Hungersnöten und erzwungenen Wanderungsbewegungen seinen Lauf genommen.“
Verhaltensweisen wie Vernachlässigung, Missbrauch und Gehorsamstraining von Kindern, sexuelle Unterdrückung von Jugendlichen, Unterwerfung von Frauen, verbunden mit hierarchischen Strukturen, monotheistischer Religion, sozialer Gewalt und Krieg werden aufeinander bezogen und anhand von Karten dargestellt.
Daraus gehe hervor, dass Kulturen des Wüstengürtels (Sahara, Naher/Mittlerer Osten, Zentralasien – genannt „Saharasia“) am stärksten die Elemente von patriarchaler Ordnung, Autorität, Sex-Verneinung, Frauenunterwerfung und Kindesmissbrauch zeigen. Sie seien patristische, stark „gepanzerte“, dominatorische (Riane Eisler) Kulturtypen.
Weiterhin zeige sich, dass Regionen, die in großer Entfernung von „Saharasia“ liegen, wie Ozeanien und die Neue Welt, meistens matristische, friedfertige und partnerschaftliche Kulturtypen entwickelt hatten.
Dazwischen lägen Regionen, in denen sich beide Kulturtypen überschneiden.
Alle erreichbaren Daten wiesen darauf hin, dass die Ausgangsregion für den patristischen, kriegerischen Kulturtyp in „Saharasia“ liegt, als sich seit ca. 4000 v. Chr. diese Zone von halbbewaldeter Savanne in Wüste verwandelte.

## Schriften
- Preliminary Analysis of Changes in Kansas Weather Coincidental to Experimental Operations with a Reich Cloudbuster. KU Geography-Meteorology Dept, Thesis, 1979. Republished, Natural Energy Works, 2010, ISBN 978-0-9621855-4-0
- On the Origins and Diffusion of Patrism: The Saharasian Connection. University of Kansas, Geography-Meteorology Dept, Dissertation, 1986
- Saharasia: The 4000 BCE Origins of Child Abuse, Sex-Repression, Warfare and Social Violence in the Deserts of the Old World. The Revolutionary Discovery of a Geographic Basis to Human Behavior, 2nd Revised Edition, Natural Energy Works 2011, ISBN 978-0-9802316-4-9,  http://www.saharasia.org/
- The Origins and Diffusion of Patrism in Saharasia, c.4000 BCE: Evidence for a Worldwide, Climate-linked Geographical Pattern in Human Behavior, World Futures, 30: S. 247–271, 1991
- Der Orgonakkumulator. Ein Handbuch. Zweitausendeins, Frankfurt 1994 (7. Aufl. 2001)   ISBN 3-86150-067-1;
  - revidierte und aktualisierte Auflage: Das Orgonakkumulator-Handbuch. Wilhelm Reichs Entdeckung der Lebensenergie. Rüstzeug für das 21. Jahrhundert. Zur Selbstheilung und Allgemeinen Verbesserung..., Natural Energy Works Press, Ashland/Oregon 2015, ISBN 978-0-9891390-3-8
- Entstehung und Ausbreitung des Patriarchats – die »Saharasia«-These, in: Nach Reich: Neue Forschungen zur Orgonomie, hrsg. v. James DeMeo und Bernd Senf, Zweitausendeins, Frankfurt 1997, S. 377–410 ISBN 3-86150-239-9
- A Saharasian Climate-Linked Geographical Pattern in the Global Cross-Cultural Data on Human Behavior, World Cultures 14(2): S. 111–143, 2003.
- Peaceful Versus Warlike Societies in Pre-Columbian America: What Does Archaeology and Anthropology Tell Us?, in Unlearning the Language of Conquest, Don Jacobs, Editor, University of Texas Press, 2006, S. 134–152
- Water as a Resonant Medium for Unusual External Environmental Factors, Water, 3: S. 1–47, 2011
- In Defense of Wilhelm Reich: An Open Response to Nature and the Scientific / Medical Community, Water, 4: S. 72–81, 2012
- In Defense of Wilhelm Reich: Opposing the 80-Years' War of Mainstream Defamatory Slander Against One of the 20th Century's Most Brilliant Physicians and Natural Scientists, Natural Energy Works Press, Ashland/Oregon 2013, ISBN 978-0-9802316-7-0
- Saharasia: Geographical Comparisons of World Cultures and Civilizations, Comparative Civilizations Review, No. 69, Fall 2013, S. 4–22